# Cyclophora pupillaria
Cyclophora pupillaria är en fjärilsart som beskrevs av Nikolaus Joseph Brahm 1791. Cyclophora pupillaria ingår i släktet Cyclophora och familjen mätare. Inga underarter finns listade i Catalogue of Life.